# Печера Ластівок

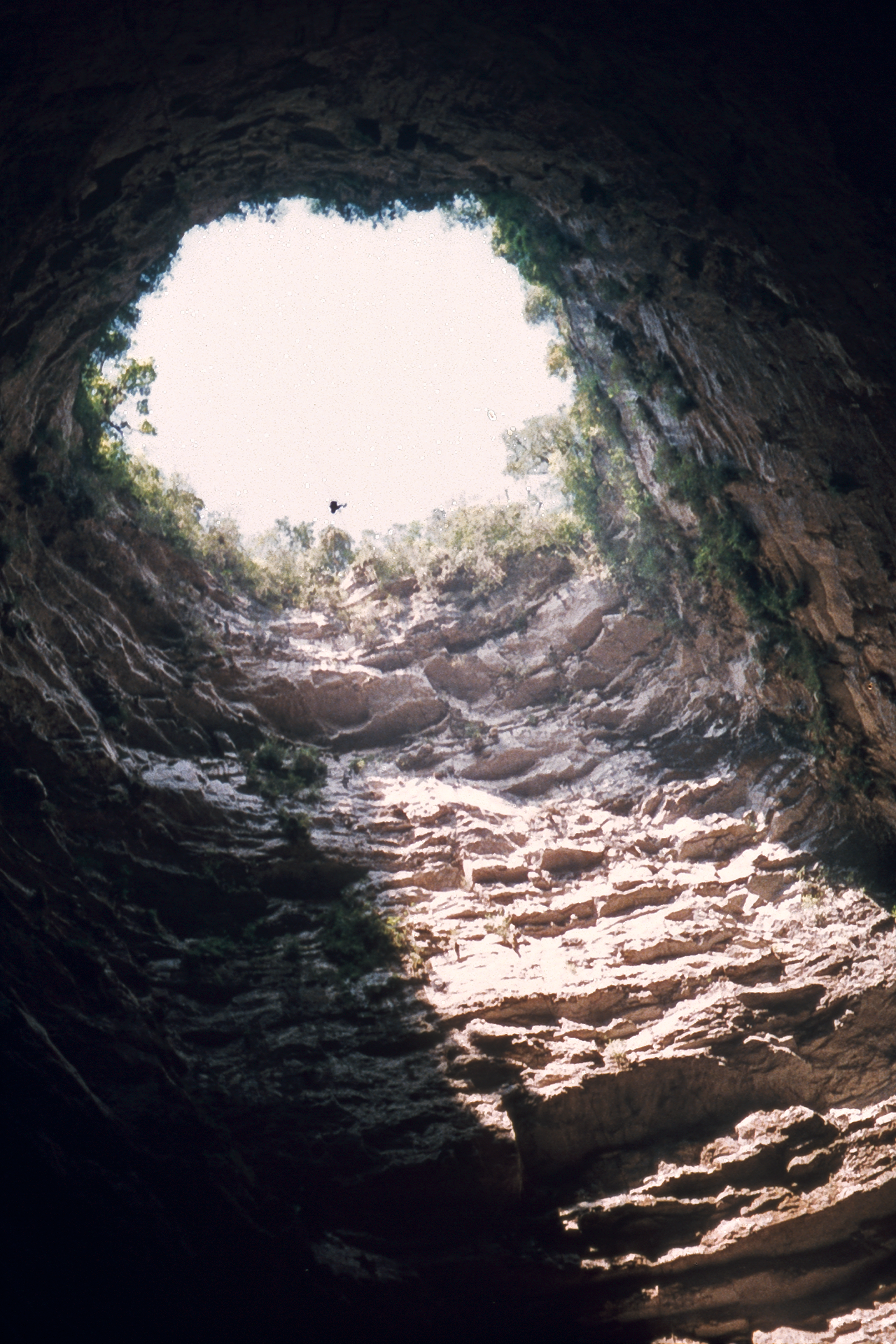
Вид із печери

Печера ластівок (ісп. Sótano de las Golondrinas, англ. Cave of Swallows) — печера карстового походження в Мексиці, в штаті Сан-Луїс-Потосі.

## Опис
За формою печера являє собою розширений вниз конусоподібний (або пляшкоподібний) карстовий провал. Отвір печери на поверхні землі має еліптичну форму (в плані кругла, так як розташовується на схилі) і має розміри 49 на 62 метри, глибина провалу від 333 до 376 метрів (отвір на поверхні розташовано на схилі). На дні печера має витягнуту в плані форму, близьку до овалу з однією майже рівною стороною. Обсяг простору печери оцінюється в 33110 м³. Дно печери і проходи на більш глибокому рівні, які ймовірно існують, поки досліджені слабо.
До печери веде вузька пішохідна стежка і ґрунтова дорога, по якій можуть проїхати лише позашляховики.
Розміри печери такі, що в ній легко можна помістити знаменитий Нью-Йоркський хмарочос Крайслер-білдінг.
Іспанська назва печери походить від мексиканської назви ластівок — Golondrinas. Однак населяють печеру стрижі виду Чорний стриж [Архівовано 16 листопада 2018 у Wayback Machine.] і папуги виду Мексиканська аратінга. Вранці зграї птахів летять по спіралі, набираючи висоту, поки не досягнуть виходу з печери. Вечорами стрижі повертаються в печеру, причому вони пікірують зграями по кілька десятків особин, поки не досягнуть рівня свого гніздування в печері. Спостереження за поведінкою птахів стало одним з улюблених занять туристів, які відвідують вхід до печери.
Печера також досить густо населена комахами та зміями. Через велику кількість гуано на підлозі печери, випарів, наявності в повітрі великої кількості бактерій, а на стінах грибків і плісняви, тривале перебування в печері без фільтрів і кисневого обладнання небезпечно.
З метою збереження екологічного комплексу печери спуск в неї дозволений лише за однієї (низької) сторони, вільної від перешкод. Біля входу в печеру з цього боку закріплені анкери. Спуск в печеру займає близько 20 хвилин на альпіністському спорядженні і близько 10 секунд при затяжному стрибку з парашутом. Сходження наверх займає близько двох годин і вимагає хорошої альпіністської і фізичної підготовки.
Печера була відома уастекам, людям, що населяли цю місцевість з давніх часів. Перше документальне дослідження печери було вироблено 27 грудня 1966 року.
В останні роки печера стала улюбленим місцем бейсджамперів.
У печері відбувалися зйомки фільму «Санктум».